# Turatti
Turatti srl (in seguito Turatti Group) è un'impresa italiana operante nel settore della produzione di macchinari e linee complete per la lavorazione di frutta e verdura per l'industria alimentare (prevalentemente agroalimentare). La sua sede principale è a Cavarzere in provincia di Venezia.

## Storia
La società viene fondata nel 1869 da Domenico Turatti e inizia la propria attività con la produzione di macchinari per l'agricoltura, specializzandosi sempre più nella progettazione e produzione di macchinari e impianti per la lavorazione di ortaggi, frutta, tuberi e funghi, in modo da renderli idonei a diverse modalità di conservazione o consumo (surgelato, in conserva o prodotti freschi in quarta e quinta gamma).
Nel corso degli anni l'azienda si è espansa, diventando una multinazionale con sedi in USA, "Turatti North America", situata a Salinas in California. Cambia in s.r.l. nel 1976.
Nel 2007 ha ricevuto il premio Confindustria Awards of Excellence consegnato da Luca Cordero di Montezemolo (al tempo presidente di Confindustria) ad Antonio Turatti, amministratore dell'azienda. La Turatti occupa un'area di 34.000 m², (di cui 8.400 coperti), esporta fuori del territorio nazionale, prevalentemente in America settentrionale, circa l'80% della propria produzione. Per la commercializzazione e l'assistenza post vendita l'azienda collabora con varie imprese del settore, e i vari fornitori e distributori. Fra le collaborazioni vi sono anche quelle con varie università italiane e straniere, l'azienda dichiara di reinvestire in ricerca almeno il 15% del fatturato ogni anno.
Nel dicembre 2019 il 70% dell'azienda è ceduto a DeA Capital Alternative Funds. La famiglia Turatti continuerà a contribuire alla gestione dell'azienda, mantenendo una quota del 30%, insieme ai key manager della società che avranno una quota dell’1% del capitale. Con l'operazione in Turatti si completano gli investimenti del primo fondo Taste of Italy, lanciato da DeA Capital nel 2015 con una dotazione di 218 milioni di euro.
Nel febbraio 2022 DeA Capital acquisisce il restante 30% della società: con questa operazione la famiglia Turatti esce dal capitale della società da lei fondata.
Nel mese di aprile 2022, Dea Capital annuncia l'acquisizione da parte di Turatti di Tecnoceam, azienda italiana nella progettazione di macchine e linee complete per la preparazione di frutta e verdura fresca.
Nel maggio 2022, Turatti annuncia l'inizio dei lavori del nuovo stabilimento produttivo nella zona industriale di Cavarzere, presso Via Giuseppe Contiero . L'avvio del nuovo sito produttivo avviene nel corso dell'autunno 2023.